# Synasellus mateusi
Synasellus mateusi är en kräftdjursart som beskrevs av Pedro Ivo Soares Braga 1954. Synasellus mateusi ingår i släktet Synasellus och familjen sötvattensgråsuggor. Inga underarter finns listade i Catalogue of Life.